# Oligolepis jaarmani
Oligolepis jaarmani är en fiskart som först beskrevs av Weber, 1913.  Oligolepis jaarmani ingår i släktet Oligolepis och familjen smörbultsfiskar. Inga underarter finns listade i Catalogue of Life.